# Osul temporal

Oasele craniului (în paranteză numele latin):
1. Osul frontal (Os frontale)
2. Osul parietal (Os parietale)
3. Osul nazal (Os nasale)
4. Osul etmoid (Os ethmoidale)
5. Osul lacrimal (Os lacrimale)
6. Osul sfenoid (Os sphenoidale)
7. Osul occipital (Os occipitale)
8. Osul temporal (Os temporale)
9. Osul zigomatic (Os zygomaticum)
10. Osul maxilar (Maxilla)
11. Mandibula (Mandibula)

Osul temporal sau temporalul (Os temporale)
Procesul intrajugular al osului temporal (Processus intrajugularis ossis temporalis) este o spină osoasă pe marginea posterioară a stâncii osului temporal, care se desprinde de pe marginea incizurii jugulare a osului temporal (Incisura jugularis ossis temporalis) și care împreună cu o spină omoloagă de pe porțiunea laterală a osului occipital - procesul intrajugular al osului occipital (Processus intrajugularis ossis occipitalis) - împarte gaura jugulară în două porțiuni: anterioară și posterioară.

## Porțiunea solzoasă
De pe fața externă a solzului se desprinde apofiza zigomatica care, împreună cu apofiza temporală a osului zigomatic, formează arcada zigomatică.

## Porțiunea timpanică
Are forma unui jgheab cu concavitatea orientată în sus și înapoi. Porțiunea timpanică formează cea mai mare parte la meatului acustic extern, trimite în jos o mică lamelă, numită vagina procesului stiloid care va ocoli procesul stiloid ce este situat pe fața inferioară a stâncii temporalului. Porțiunea timpanică este despărțită anterosuperior de fosa mandibulară printr-o lamelă ce se desprinde de pe stânca temporalului, lamela este limitată spre porțiunea timpanică de fisură Glaser (pietrotimpanică), iar spre porțiunea solzoasă (spre fosa mandibulară) de către fisura pietroscuamoasă.

## Porțiunea pietroasă (stânca temporalului)

### Fețele
- Fața anterioară sau fața cerebrală (Facies anterior partis petrosae)
- Fața posterioară sau cerebeloasă (Facies posterior partis petrosae)
- Fața inferioară (Facies inferior partis petrosae)

### Marginile
- Marginea superioară (Margo superior partis petrosae)
- Marginea posterioară (Margo posterior partis petrosae)
- Marginea anterioară

### Vârful
Vârful (Apex partis petrosae)

### Baza
Baza stâncii temporalului
- Fața exocraniană
- Fața endocraniană
- Circumferința

## Canalele și cavitățile osului temporal

### Cavitățile și canalele legate de organul vestibulocohlear
- Meatul acustic extern (Meatus acusticus externus).
- Cavitatea timpanică (Cavitas tympanica)
- Labirintul osos (Labyrinthus osseus)
- Meatul acustic intern (Meatus acusticus internus)
- Canaliculul timpanic (Canaliculus tympanicus)
- Canalul musculo-tubar
- Cavitățile mastoidiene
- Apeductul vestibulului (Aquaeductus vestibuli)
- Canaliculul cohleei (Canaliculus cochleae)
- Canaliculele corticotimpanice (Canaliculi corticotympanici)

### Canalele independente de aparatul vestibulocohlear
- Canalul facialului (Canalis facialis)
- Canalul carotidian (Canalis caroticus)
- Canaliculul mastoidian (Canaliculus mastoideus)

## Procesul stiloid
Procesul stiloid reprezintă o prelungire orientată caudal feței inferioare a porțiunii pietroase.